# تیم ملی بسکتبال گابن
تیم ملی بسکتبال مردان گابن، نماینده گابن در مسابقات بین‌المللی بسکتبال است که توسط فدراسیون بسکتبال گابن اداره می‌شود.